# بی‌لیک (ساعتلی)
بی‌لیک (به ترکی آذربایجانی: Beylik) یک منطقه مسکونی در جمهوری آذربایجان است که در شهرستان ساعتلی واقع شده‌است. بی‌لیک ۹۵۳ نفر جمعیت دارد.